# 磯博
磯 博（いそ ひろし、1927年5月24日 - 2006年1月26日）は、日本の美術史学者。関西学院大学名誉教授。専攻は日本美術史。
夫人は松蔭中学校・高等学校校長の磯由美子。

## 略歴
- 1927年（昭和2年）5月24日 - 兵庫県神戸市で出生
- 1945年（昭和20年）3月 - 旧制兵庫県立第二神戸中学校を卒業
- 1948年（昭和23年）3月 - 旧制姫路高等学校理科乙類を卒業
- 1952年（昭和27年）3月 - 関西学院大学文学部哲学科を卒業
- 1955年（昭和30年）3月 - 関西学院大学大学院文学研究科修士課程修了
- 1957年（昭和32年）4月 - 関西学院大学文学部専任助手に就任
- 1972年（昭和47年）4月 - 関西学院大学文学部教授に就任
- 1976年（昭和51年）4月 - 関西学院大学大学院文学研究科博士課程指導教授に就任
- 1996年（平成8年）4月 - 関西学院大学文学部を定年退職、関西学院名誉教授の称号を受ける。西宮市、尼崎市、宝塚市、赤穂市各文化財保護審議会会長・委員長
- 2004年（平成16年）10月 - 文化庁の文化財保護法50年文化財保護功労者の表彰を受ける
- 2006年（平成18年）1月6日 - 永眠。享年78

## 著書
- 『名古屋城障壁画集成』（京都書院、1979年）
- 『近世風俗図譜・第７巻』（編集責任・分担執筆、小学館、1989年）
- 『福井における岩佐又兵衛親子とその工房』（『福井県史』第14巻、1989年）